# Podalyria argentea
Podalyria argentea är en ärtväxtart som beskrevs av Richard Anthony Salisbury. Podalyria argentea ingår i släktet Podalyria och familjen ärtväxter. Inga underarter finns listade i Catalogue of Life.